# Metopoceras roseifemur
Metopoceras roseifemur là một loài bướm đêm trong họ Noctuidae.